# الدوري الإنجليزي لكرة القدم 2002–03
الدوري الإنجليزي لكرة القدم 2002–03 (بالإنجليزية: 2002–03 Football League)‏ هو موسم من دوري كرة القدم الإنجليزي. فاز فيه نادي بورتسموث.